# Alex Mitola
Alex Mitola (nacido el 5 de octubre de 1993 en Florham Park, Nueva Jersey) es un jugador de baloncesto estadounidense con nacionalidad italiana que actualmente se encuentra sin equipo. Con 1,80 metros de altura juega en la posición de base. 

## Trayectoria Deportiva
Mitola es un jugador nacido en New Jersey con ascendencia italiana, con formación en programas universitarios de universidades de NCAA1 como Dartmouth (donde fue referente) y George Washington.
Su primera experiencia profesional la tuvo la temporada 2016-17 en el Nuova Pallacanestro Ceglie de la Serie C italiana, después de una lesión que le apartó unos meses de las canchas.
En septiembre de 2017, el Araberri Basket Club de la LEB Oro, la segunda división española, anunció su fichaje hasta final de temporada.